# 路易六世 (法兰西)
路易六世（法语：Louis VI le Gros；1081年12月1日—1137年8月1日），法兰西王國卡佩王朝国王，綽號為胖子（le Gros）或戰士（le Batailleur）。編年史稱他為「聖但尼國王」。 作为卡佩王朝首位系统化推进中央集权的君主，路易六世在二十九年的执政生涯中始终致力于两项核心任务：镇压盘踞巴黎周边的割据贵族，以及与英格兰诺曼王室争夺诺曼底公国的控制权。通过持续的政治军事改革，他成功强化了王室权威，被后世视为加洛林王朝解体后法兰西土地上最具实权的君主之一。
在法国国内，他顺利地进行反对有独立倾向的诸侯的斗争。路易六世给城市居民以特许状赋予自治权，使他们能够在他与贵族的斗争中站在他的一边。依赖市民和教会的支持，路易逐一拆毁诸侯的城堡，并强制在他们的领地上驻扎忠于王室的卫队。至路易六世去世时，卡佩王朝在西法兰克的统治已经比较稳定。
这位以尚武精神著称的君主在步入中年后面临身体挑战——过度肥胖导致其难以亲临战阵指挥，因而获得"胖子路易"（Louis le Gros）的绰号。其生平事迹详载于《路易六世大帝传》（Vita Ludovici Grossi Regis），这部由王室重臣、圣但尼修道院院长叙热执笔的传记，虽带有颂扬性质，仍为后世提供了珍贵的一手史料，生动展现了12世纪法兰西王权的强化轨迹与君主形象建构过程。

## 早年
路易六世於1081年12月1日在巴黎出生，是法蘭西國王腓力一世與第一任妻子荷蘭的伯莎的長子。路易六世於1104年迎娶王國總管羅什福爾伯爵蓋伊二世的女兒呂西安娜·德·羅什福爾，但是於三年後兩人離婚，兩人並沒有子女。
圣但尼修道院长叙热在传记中记载："少年路易厌恶同龄人沉迷的狩猎游戏，以超越年龄的尚武精神锤炼胆魄"，并强调"青年时期展现的勇毅，使其成功抵御英王威廉二世对法兰西世袭领地的进犯"。
1098年，路易受封骑士的仪式由蓬蒂厄伯爵居伊一世主持。1100年圣诞节，他抵达了伦敦英王亨利一世的宫廷，达勒姆的西缅编年史称其当时已具备"法兰克人当选国王"的象征地位。至1103年，腓力一世正式确立路易共治国王身份，开启父子共治。

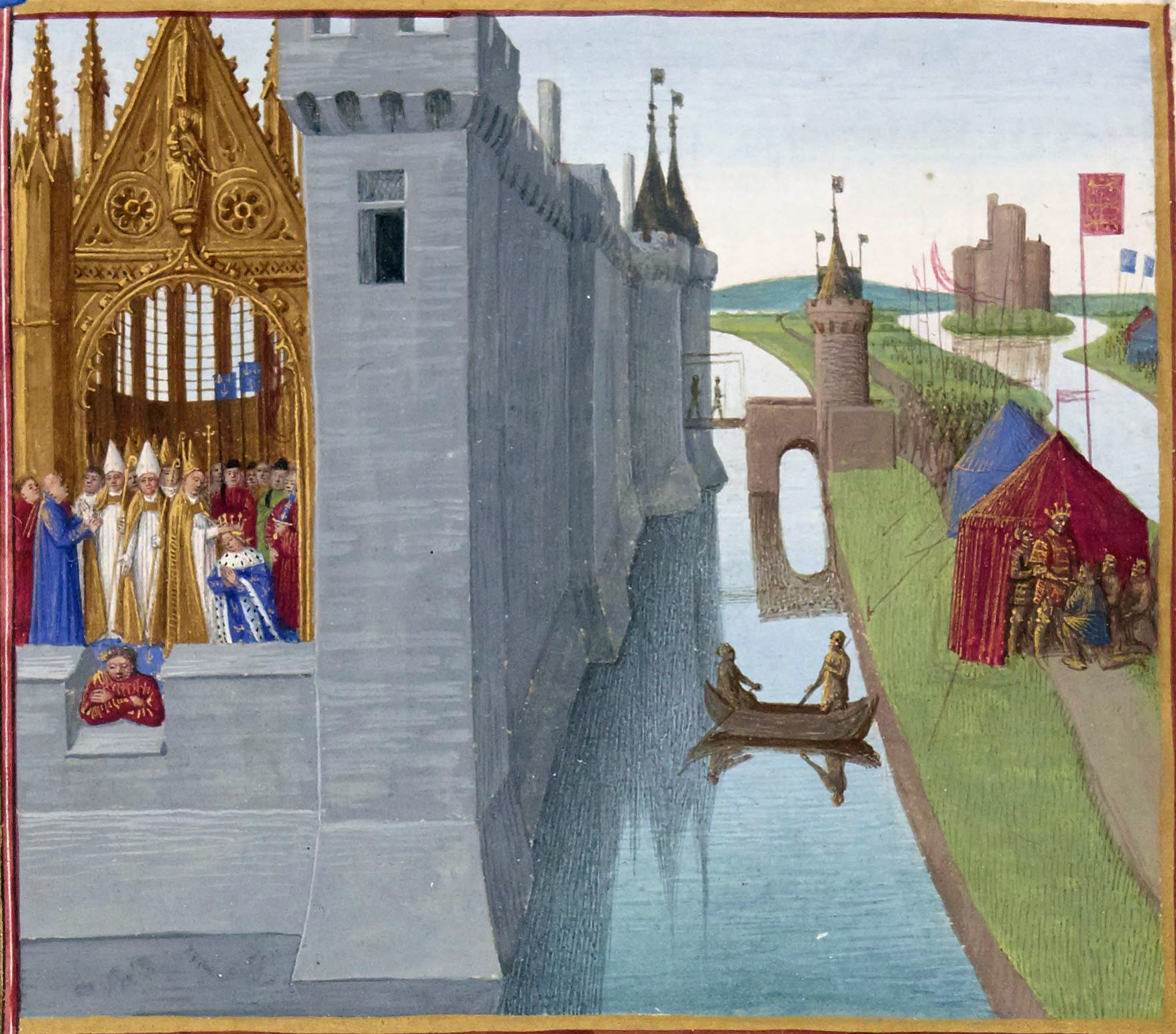
路易六世在奥尔良加冕

1104年，路易六世与王室总管之女吕西安娜·德·罗什福尔缔结婚约，这段政治联姻仅维持三年便以无嗣为由解除。1108年，父親腓力一世逝世，路易六世成為成為法國國王。1115年8月3日，国王转而与萨伏伊伯爵翁贝托二世之女阿德莱德联姻——其母为勃艮第的吉塞拉公主，舅父系教宗加里斯都二世。这位兼具意大利与勃艮第血统的王后后来成为中世纪法兰西最具政治影响力的女性统治者之一，现存45份盖有其印玺的王室特许状显示，1115至1137年间官方文件采用双王纪年制并行标注。他们的八名合法子嗣不仅稳固了卡佩王朝继承体系，更构建起横跨阿尔卑斯山与勃艮第的战略联盟。
早在继位之前，路易六世已倚重圣但尼修道院长叙热作为其宫廷的核心幕僚。1108年7月29日腓力一世驾崩后，26岁的路易因同父异母兄弟腓力（Philippe de Mantes）阻挠未能按传统前往兰斯加冕。最终桑斯大主教戴姆伯特于8月3日在奥尔良主教座堂为其施涂油礼，此举打破卡佩王朝百年加冕传统。尽管兰斯大主教拉乌尔·勒韦尔以"违背教会法"为由提出抗议，但王室通过强化与地方教会的联盟，成功化解了这场法统危机。

## 统治初期的挑战

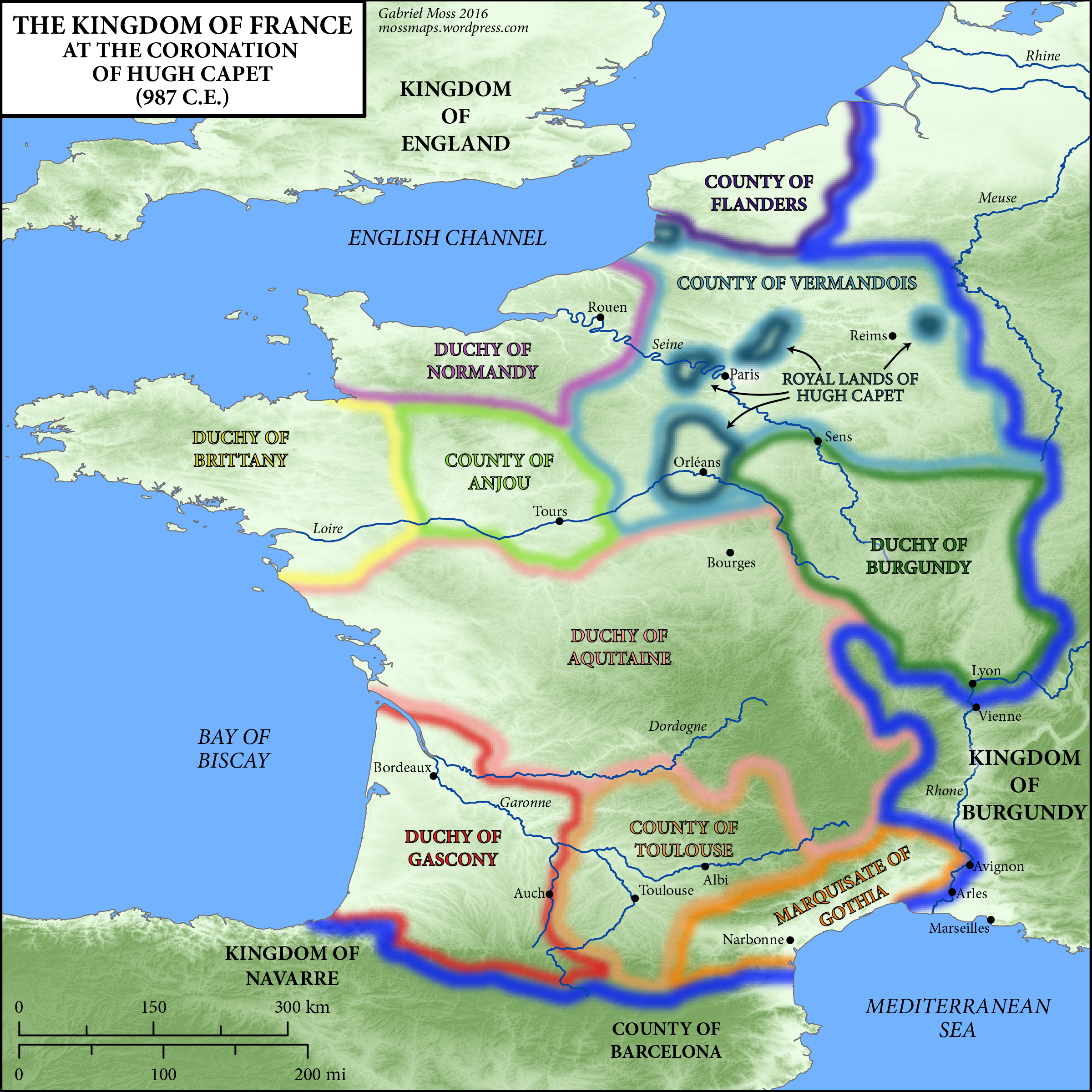
于格·卡佩时期的西法兰克王国局势图，可见当时卡佩王室领地极其有限

路易六世继位之初，法兰西王国实质为一个封建诸侯的松散王国。在王室直辖的"法兰西岛"之外，卡佩君主对各大公爵与伯爵领地的控制力极为有限。路易与其父腓力一世开启的王权强化进程，通过两个世纪的持续努力才逐步重构王国权力网络并扩大王室军权，而这一历史性转折正始于路易六世统治时期。
王室面临的另一重大挑战来自海峡对岸——英王亨利一世治下的英格兰-诺曼势力急剧扩张。这位兼具英格兰王位与诺曼底公爵头衔的君主，凭借卓越的政治军事才能，持续威胁法兰西西北边境。路易六世不得不同时应对内部封建离心力与外部跨海峡强权的双重压力。

## 和强盗贵族的斗争
路易六世继位之初，巴黎周边盘踞着以勒皮塞、沙托福尔、蒙特莱里城堡为据点的强盗贵族。这些封建主试图通过劫掠商旅、勒索过路费、洗劫修道院等行径动摇王权，其暴行引发了教会编年史家的强烈谴责。1108年，国王首先征讨克雷西的于格——该领主劫持了科尔贝伊伯爵厄德，并将其囚禁于拉费泰阿莱要塞。路易率军攻破要塞解救伯爵后，随即展现了王室权威。
同年，艾蒙·维尔瓦什篡夺了未成年侄儿阿尚博的波旁领主权。路易通过法律传唤无果后，亲征热米尼-莱格藏普城堡迫使其投降。接着在1109年初，国王将矛头转向同父异母兄弟腓力，后者勾结蒙福尔-拉莫里家族在芒特拉若利构筑城堡链，切断了巴黎与南部领地的联系。路易通过围城战瓦解其叛乱网络后，初步稳定了王室核心区的秩序。
在军事打击的同时，路易还着手于制度建设。1121年，他创立了"河务商会"（marchands de l'eau），通过监管塞纳河贸易秩序切断了强盗贵族的经济命脉。两年后，奥弗涅伯爵威廉六世驱逐克莱蒙主教艾梅里的事件引发了王室的更大规模干预。路易召集安茹、布列塔尼与内韦尔伯爵组成联军，先攻克阿列河畔蓬迪沙托要塞，接着收复克莱蒙，恢复主教职权。然而威廉并未收敛，1126年再度叛乱。尽管路易因肥胖加剧导致行军困难，他仍二次攻占克莱蒙并押解威廉至奥尔良受审，以司法审判的形式巩固了王室权威。
在众多强盗贵族中，库西领主托马的残暴尤为突出。其地牢中充斥着被阉割、剜目、断足的受害者，编年史家吉贝尔·德·诺让痛斥道："无人能想象多少囚徒因酷刑、饥饿与污秽丧生"。另一伙强盗是勒皮塞领主于格，此人经常劫掠沙特尔附近的领地。面对如此暴行，路易于1111年3月在默伦宫廷受理了针对于格的指控。当对方拒不出庭后，国王宣布褫夺其封号，接着攻陷并焚毁了勒皮塞城堡，最终将以残暴闻名的于格投入监牢。这场战役不仅清除了巴黎东南方的威胁，更成为了震慑其他贵族的标志性胜利。
然而路易不久却轻率释放了于格，这一决策却酿成了恶果——当国王正与英王亨利一世、香槟伯爵蒂博交战时，于格竟重组匪帮再度肆虐乡野。待路易回师征讨时，发现勒皮塞城堡已重建如初，且休获得蒂博的暗中支持。双方僵持至蒂博背弃盟友后，路易才二度摧毁城堡。令人瞠目的是，曾立誓金盆洗手的于格竟第三次重建据点，继续荼毒周边。直至1118年第三次围城，路易终以雷霆之势彻底粉碎其势力，永久褫夺其封地。这位顽抗到底的贵族最终在赎罪朝圣途中客死耶路撒冷。
勒皮塞的叛乱仅是路易六世三十年征伐的缩影。面对数十个桀骜不驯的贵族集团，国王马不停蹄地转战各城堡要塞，以剑与火推行王室律法。其铁腕肃清不仅摧毁了强盗贵族的据点，更重塑了封建社会的权力认知：教会颂扬他为"上帝之鞭"，商人视其为贸易保护者，农民将其视作免遭劫掠的屏障。当王室军队的鸢尾旗飘扬在收复的领地上空时，法兰西社会各阶层逐渐形成共识——唯有卡佩王权能终结乱世，带来秩序与正义。这种意识形态的转变，为后来中央集权国家的形成埋下决定性伏笔。

## 和英格兰的战争
路易六世致力于巩固西法兰克的王权。1109年—1120年，他与英格兰国王亨利一世作战，最終雙方於1120年在教宗卡利克斯特二世的調停下簽訂和議。亨利一世的兒子及繼承人威廉·艾德林成為路易六世的人質，雙方交換已佔領了的土地，而爭議的吉索爾則割讓給亨利一世。
从1130年开始，圣丹尼斯修道院院长叙热成为路易六世的主要顾问。叙热在扩大王权方面颇有成效，还为路易写了一部传记。路易六世的遗体也安葬在圣但尼修道院。

## 家庭
1104年，路易六世與羅什福爾的呂希安結婚，但兩人從未圓房；1107年這段婚姻被廢除。
1115年，路易六世與薩伏依的阿德萊德結婚，兩人共有6子1女：
- 菲利普（1116年8月29日—1131年10月13日），法兰克人国王，與路易六世共同在位
- 路易七世（1120年—1180年9月18日），法蘭克人國王
- 亨利（英语：Henry of France, Archbishop of Reims）（1121年—1175年11月13日），蘭斯大主教
- 羅貝爾一世（約1123年—1188年10月11日），德勒伯爵
- 皮埃爾一世（1126年9月—1183年4月10日），庫特奈伯爵
- 康斯坦絲（英语：Constance of France, Countess of Toulouse）（約1128年—1176年8月16日），先後與布洛涅伯爵（英语：Count of Boulogne）尤斯塔斯四世、圖盧茲伯爵雷蒙五世結婚
- 菲利普（英语：Philip of France, Archdeacon of Paris）（約1132年—1160年），巴黎聖公會會吏長